# رودولف الأول
رودولف الأول (بالألمانية: Rudolf I.)‏ أو رودولف فون هابسبورغ (الألمانية:Rudolf von Habsburg؛ 1 مايو 1218 - 15 يوليو 1291)؛ كان كونت هابسبورغ منذ 1239 وملك ألمانيا منذ 1273 حتى وفاته.
يمثل انتخابه كملك ألمانيا في 1273 نهاية فترة خلو العرش الكبرى في الإمبراطورية الرومانية المقدسة التي بدأت منذ وفاة الإمبراطور هوهنشتاوفن فريدرخ الثاني في 1250، يعتبر في الأصل دوق شوابيا، وأيضا كان أول فرد من عائلة هابسبورغ يكتسب دوقيات النمسا وستيريا وذلك في معارضة منافسه أوتوكار الثاني ملك بوهيميا، بحيث استطاع تحقيق النصر عليه أخيراً مع معركة مارشفيلد في 1278، وبذلك ظلت تلك الأراضي تحت تصرف عائلته طوال 6 قرون التالية، وأيضا أصبحت لاحقاً جوهرة مملكة هابسبورغ وبلاد النمسا الحالية.
وبما أنه أول ملك الرومان في أسرة هابسبورغ، لعب دوراً حيوياً بارتقاء آل هابسبورغ إلى رتبة أمراء الإمبراطورية وكذلك لموقع القيادة على السلالات الإقطاعية الألمانية.

## النشأة
ترجع أصول سلالته هابسبورغ إلى أقرب شخص معروف غونترام الغني الذي عاش في منتصف القرن العاشر، ربما أصوله ترجع إلى منطقة الألزاس، ومع أوائل القرن الحادي عشر استطاع أحد أسلافه الكونت رادبوت من بناء القلعة التي حملت منها الأسرة اسمها، ومع ذلك يعتبر جده الأكبر الكونت أوتو الثاني أول من أضاف لقب هابسبورغ إلى اسمه، كان أسلافه على ولاء تام لأسرة هوهنشتاوفن الإمبراطورية.
ولد رودولف في 1 مايو 1218 في قلعة ليمبورغ بالقرب من ساسباخ أم كايزرستول [الإنجليزية] في منطقة بريسغاو [الإنجليزية] جنوب غرب ألمانيا الحالية. وهو ابن الكونت ألبرخت الرابع كونت هابسبورغ وهيدويغ ووالدته هي ابنة الكونت أولريش من عائلة كيبورغ [الإنجليزية] . بدأ تدريبه في مساعي الفرسان حوالي عام 1232 تحت وصاية عمه رودولف الأول كونت لاوفنبورغ الذي عينه مرافقًا.

## كونت هابسبورغ
مع وفاة والده في 1239 بعد مشاركته في الحملة البارونات الصليبية، أصبح رودولف كونت هابسبورغ كـ رودولف الرابع، وأيضا لاندغراف في أرجاو والألزاس، بحيث امتلك عقارات شائعة هناك، وأيضا احتفظ بقلعة أجداده في هابسبورغ، منذ وفاة والده أصبح رودولف يوسع أملاكه شيئاً فشيئاً، وأيضا مع زواجه من جيرترود ابنة بوركهارد الثالث من هوهنبيرغ تلقى مهراً واسعاً، ولكن مع طرد البابا إينوسنت الرابع الإمبراطور فريدرخ الثاني كنسياً في مجمع ليون، وقف رودولف إلى جانب البابا ضد الإمبراطور والذي أكسبه المزيد من القوة والنفوذ.
وأيضا قام بزيارات متكررة إلى بلاط عرابه الإمبراطور فريدرخ الثاني، وبسبب ولائه لإمبراطور وابنه كونراد الرابع ملك ألمانيا، تم منحه المزيد من الأراضي، لاحقاً استطاع التعامل مع تمرد أسقف بازل الذي وقف ضد الإمبراطور، بحيث قام رودولف بحرق دير للراهبات كرد على ذلك قام البابا إينوسنت الرابع بحرمانه كنسياً، للتكفير عن نفسه انضم إلى حملة أوتوكار الثاني ملك بوهيميا الصليبية على بروسيا في 1254، وأثناء وجوده هُناك أشرف على تأسيس مدينة كونيغسبرغ والتي سميت على شرف الملك أوتوكار الثاني.
أتاحت اضطرابات في ألمانيا بعد انقراض سلالة هوهنشتاوفن فرصة لرودولف في زيادة ممتلكاته، بحيث استطاع مع 1264 أن يضم كيبورغ بعد وفاة خاله دون أبناء، وأيضا قام بشراء بعض أملاك في سويسرا وألزاس، مما جعله أقوى أمير نبيل في جنوب غرب ألمانيا، وبعد وفاة ريتشارد من كورنوال في أبريل 1272 بإنجلترا، التقى الأمراء وانتخبوا رودولف في 1 أكتوبر 1273 بفرانكفورت آنذاك كان في 55 عاماً، كان يرجع ذلك إلى جهود التي بذلها صديقه فريدرخ الثالث بورغراف نورنبيرغ، وأيضا تم شراء دعم ألبرخت الأول دوق ساكسونيا ولودفيغ الثاني دوق بافاريا من خلال خطبتهما لبناته.
وإما المرشحون الآخرون داخل المجمع الانتخابي كان أبرزهم: أوتوكار الثاني ملك بوهيميا الذي كان قريب الإمبراطور الراحل، بكونه حفيد فيليب الشوابي (عم الإمبراطور)، وأيضا سيغفريد الأول من أنهالت وفريدرخ الثاني مارغريف مايسن حفيد الإمبراطور الراحل، والذي لم يكن له إمارة سيادية آنذاك بكون أن والده ما زال حياً، وأيضا مع اعتبار هاينريش الثالث دوق بافاريا السفلى الناخب السابع بدلاً عن ملك بوهيميا، حصل رودولف على جميع الأصوات بالإجماع.
توج رودولف في كاتدرائية آخن في 24 أكتوبر 1273، وللحصول على الدعم البابا تخلى رودولف عن حقوقه الإمبريالية في روما الإقليم البابوي وكذلك في صقلية، وأيضا واعداً إياه بقيادة حملة صليبية جديدة، استطاع البابا غريغوري الثالث عشر على الرغم من احتجاجات ملك بوهيميا باعتراف برودولف، بل أقنع ألفونسو العاشر ملك قشتالة (حفيد فيليب من شوابيا الآخر) الذي تم اختياره مسبقاً كملك ألمانيا في 1257 كخليفة فيلهلم الثاني كونت هولندا أن يفعل الشيء نفسه، وبذلك استطاع رودولف تجاوز ورثة هوهنشتاوفن الذين كان تابعاً لهم في سنواته المبكرة.
في نوفمبر 1274 قرر الدايت الامبراطوري في نورنبيرغ - على أن جميع أراضي التاج التي تم الاستيلاء عليها بعد وفاة الإمبراطور فريدرخ الثاني يجب أن تعاد للتاج - ويجب على أن الملك أوتوكار الثاني أن يمتثل لقرار الدايت لعدم اعترافه بالملك الجديد، ومع ذلك رفض أوتوكار الاعتراف أو الاستجابة للقرار الدايت حول استرداد دوقيات النمسا وستيريا وكارينثيا وكارنيولا والذي ادعى تلك الأراضي من خلال حق زوجته التي كانت وريثة آل بابنبيرغ، استولى أوتوكار عليها أثناء خلافة وريث بابنبيرغ الآخر هيرمان السادس مارغريف بادن، أعلن رودولف أن تلك الأراضي عادت إلى التاج الإمبراطوري بسبب انقراض آل بابنبيرغ دون ورثة من الذكور، مما أدى إلى وضع أوتوكار في حظر الإمبراطوري وإعلان الحرب عليه في يونيو 1276.
بعد أن استطاع إقناع حليفه السابق هاينريش الثالث عشر دوق بافاريا السفلى بوقوف إلى جانبه، أجبر رودولف ملك بوهيميا على التنازل عن تلك الأراضي التي عادت إلى الإدارة الملكية في نوفمبر 1276، على الرغم من ذلك سمح له بالاحتفاظ بمملكة بوهيميا، وأيضا خطب إحدى بناته لوريثه فاتسلاف، وبذلك دخل منتصراً إلى فيينا، إلا أن أوتوكار لم يهدى له بال حول تنفيذ المعاهدة، قام بتكوين تحالف مع الأمراء الألمان من جديد بما في ذلك حليفه السابق هاينريش الثالث عشر دوق بافاريا السفلى، ولمواجهة هذا التحالف شكل رودولف تحالف مع لازلو الرابع ملك المجر، وأيضا أعطى بعض الامتيازات للمواطنين في فيينا، في 26 أغسطس 1278 اجتمع الجيشان في معركة مارشيلفد بحيث هُزم أوتوكار وقُتل فيها، وبذلك تم إخضاع مورافيا وتم تكليف ممثلين رودولف لإدارتها، تاركين لأرملته كونيغوند السلافونية بإدارة المقاطعة حول براغ فقط، تم خطب ابنته الصغرى جوديث للملك الجديد فاتسلاف الثاني.
بعد ذلك تحول اهتمامه نحو استثمار دوقية النمسا والدوقيات المجاورة لها لعائلته، ومع ذلك وجد صعوبة بسبب عداء الأمراء، ولكن مع 1282 خلال هوفتاغ (الدايت الإمبراطوري) في أوغسبورغ تم إعطاء لابنيه ألبرخت ورودولف دوقية النمسا وستيريا، وبذلك تم وضع أساس لأسرة هابسبورغ العريقة، بالإضافة إلى ذلك جاعلاً من ابنه الثاني رودولف ذو 12 عاماً دوق شوابيا، بحيث كان مجرد لقب تشريفي، لأن الدوقية لم يكن لها حاكم فعلي منذ إعدام كونرادين، والآن أصبحت الدوقية متفككة إلى عدة إقطاعيات صغيرة، في حين ابنه البكر ألبرخت ذو 27 عاماً أصبح متزوجاً منذ 1274 من ابنة مينهارد الثاني من غوريتسيا-تيرول، وأصبح قادراً على السيطرة على إرثه الجديد.
في 1286 قام رودولف بإعطاء حمو ألبرخت مينهارد والذي كان حليفه دوقية كارينثيا كانت إحدى الأراضي التي أخذها من أوتوكار، ومع ذلك لم يسمح له أمراء الإمبراطورية بإعطاء أبنائه كل شيء تم استعادته للتاج الإمبراطوري، بحيث كان حلفائه بحاجة ماسة إلى مكافآتهم أيضا، تحول نظره بعض الشيء نحو الغرب في 1281 مجبراً فيليب الأول كونت سافوي على التنازل له عن بعض الأراضي، ثم أجبر سكان برن على دفع الجزية له التي كانوا يرفضونها، وفي عام 1289 قام بإخضاع خليفة فيليب أميديو الخامس كونت سافوي واضطره على الامتثال له.
بعد وفاة زوجته جيرترود في 1281، تزوج في 5 فبراير 1284 من إيزابيلا ابنة هيو الرابع دوق برغونية هي إحدى أقارب ملوك فرنسا.
حاول رودولف تأمين انتخاب ابنه البكر ألبرخت من بعده إلا أن الأمراء الإمبراطورية رفضوا ذلك، بسبب خوفهم من قوة آل هابسبورغ المتزايدة، لذلك بعد وفاته تم انتخاب أدولف الناساوي.
توفي رودولف في شباير في 15 يوليو 1291، ودفن في كاتدرائية شباير، على الرغم من أنه أن أصوله العائلية غير معروفة، إلا أن من ناحية الذكور ابنه ألبرخت هو الوحيد الذي نجا وأنجب ذرية استمرت من ناحية خط الذكور حتى 1780م، وإما بناته جميعهن تزوجن لاحقاً وأنجبن الأبناء ما عدا كاثرين وهيدفيغ.
اعترف المعاصرون بعمل رودولف، بختم عهده بهزيمة أوتوكار الثاني ملك بوهيميا، واستعادة النظام والعدالة الإمبراطورية في أجزاء كبيرة من الإمبراطورية، قـَــوّى السلطة والـمـُـلك بكل ما يستطيع، رغم الوضع البارز للأمراء الناخبين، كما أرسى أسس السلطة الهابسبورغية. كما أنه يعتبر أحد أكثر الملوك القروسطيين شعبيةً، وذكره دانتي أليغييري بالكوميديا الإلهية في أغنية المطهر السابعة.

## الذرية
رودولف كان متزوجاً مرتين، أولاً في 1251 من جيرترود من هوهنبيرغ، وثانياً من إيزابيلا البرغونية في 1284، أبنائه الشرعيين جميعهم من زواجه الأول:-
1. ماتيلد (حوالي.1254 - 23 ديسمبر 1304)؛ تزوجت من لودفيغ الثاني دوق بافاريا، هي والدة لودفيغ الرابع إمبراطور الروماني المقدس.
2. ألبرخت الأول ملك ألمانيا (مايو 1255 - 1 مايو 1308)؛ كذلك دوق النمسا وستيريا، هو سلف العائلة لاحقاً.
3. كاثرين (1256 - 4 أبريل 1282)؛ تزوجت من أوتو الثالث دوق بافاريا، ليس لديهم أبناء.
4. أغنيس [جيرترود] (حوالي.1257 - 11 أكتوبر 1322)؛ تزوجت من ألبرخت الثاني دوق ساكسونيا، لهم ذرية.
5. هيدفيغ (حوالي.1259 - 26 يناير 1285 / 27 أكتوبر 1286)؛ تزوجت من أوتو الرابع مارغريف براندنبورغ-زالتسفيدل، ليس لديهم ذرية.
6. كليمينزا (حوالي.1262 - بعد.7 فبراير 1293)؛ تزوجت من كارلو مارتلو وريث نابولي، هما والدا كارولي الأول ملك المجر.
7. هارتمان (1263 - 21 ديسمبر 1281)؛ غرق في رايناو.
8. رودولف الثاني دوق النمسا وستيريا (1270 - 10 مايو 1290)؛ وأيضا لُقب بدوق شوابيا، هو والد يوهان القاتل.
9. جوديث [جوت/بونا](13 مارس 1271 - 18 يونيو 1297)؛ تزوجت من فاتسلاف الثاني ملك بوهيميا، لهم ذرية.
10. سمسون (قبل.19 أكتوبر 1275 - توفي صغيراً).
11. كارل (14 فبراير - 16 أغسطس 1276).

## النسب الأبوي
| النسب رودولف الأول هابسبورغ |
| --- |
| يتبع نسب رودولف الأول الأبوي الانحدار الفرع من الأب إلى الابن، بحيث كان عددهم تسعة أشخاص موثوقين في شجرة نسبه. رودولف هو عضو في أسرة هابسبورغ العريقة، وبل يعتبر المؤسس الثاني لأسرة بكونه أول عضو يرتقي بأسرة إلى أعلى سلطة، تنحدر أسرة هابسبورغ من آل كليتغاو، والتي تنحدر من أسلاف يعتقد أنهم جاءوا من الألزاس، في حين يعتقد اعتقاداً ضعيفاً أنهم من نسل ملوك ألامانيون والهيلفيتين. يتبع نسل رودولف لكونتات هابسبورغ من ثَّم كونتات كليتغاو، في حين يعتبر هو جد الأكبر لأباطرة الرومانية المقدسة وملوك إسبانيا ودوق برغونية وملوك البرتغال ونابولي وصقلية والمجر وبوهيميا. 1. غونترام الغني، (توفي.26 مارس 973) 2. لانتسيلن كونت آلتنبورغ، (توفي.أغسطس 991) 3. رادبوت كونت كليتغاو، (حوالي.985 - 1045) 4. فيرنر الأول كونت كليتغاو، (حوالي.1031 - 11 نوفمبر 1096) 5. أوتو الثاني كونت هابسبورغ، (توفي.8 نوفمبر 1111) 6. فيرنر الثاني كونت هابسبورغ، (توفي.19 أغسطس 1167) 7. ألبرخت الثالث كونت هابسبورغ، (توفي.10 فبراير 1199) 8. رودولف الثاني كونت هابسبورغ، (توفي. 10 أبريل 1232) 9. ألبرخت الرابع كونت هابسبورغ، (حوالي.1188 - 25 نوفمبر 1239) 10. رودولف الأول ملك ألمانيا، (1 مايو 1218 - 15 يوليو 1291) |